# Condado de Emmet (Michigan)
O Condado de Emmet é um dos 88 condados do estado americano de Michigan. A sede do condado é Petoskey, e sua maior cidade é Petoskey.
O condado possui uma área de 2 285 km² (dos quais 1 073 km² estão cobertos por água), uma população de 31 437 habitantes, e uma densidade populacional de 26 hab/km² (segundo o censo nacional de 2000). O condado foi fundado em 1 de abril de 1840.